# Gipping
Gipping is een civil parish in het bestuurlijke gebied Mid Suffolk, in het Engelse graafschap Suffolk met 80 inwoners.
Het dorpje gaf zijn naam aan de nabijgelegen ontspringende River Gipping die stroomafwaarts van Ipswich gekend is als de Orwell.